# 2,3-Diazabutadiène
Le 2,3-diazabutadiène est un composé organique de formule semi-développée H2C=N-N=CH2. C'est l'azine formée de deux formaldéhyde, ainsi c'est une aldazine qui est aussi l'azine la plus simple.
Le 2,3-diazabutadiène peut être vraisemblablement synthétisé par réaction de condensation entre le formaldéhyde et l'hydrazine.
L'énergie de première d'ionisation de cette molécule en phase gazeuse a été mesurée en 1975 à 8,95 eV puis en 1984 à 9,55 eV.